# Don Stephen Senanayake

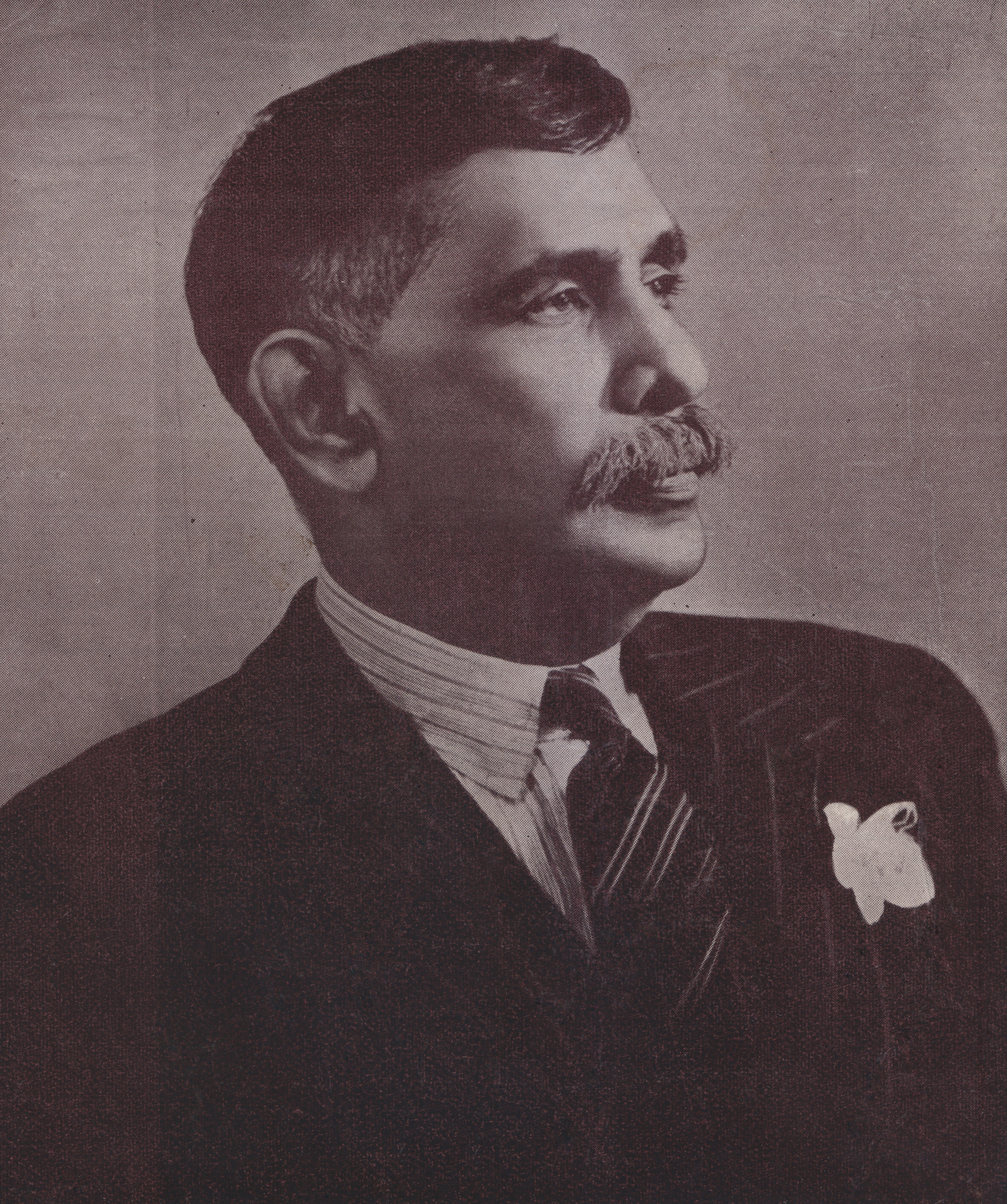
Offizielles Porträt von D. S. Senanayake

Don Stephen Senanayake (* 20. Oktober 1884 in Botalé, Negombo, Ceylon; † 22. März 1952 in Colombo) war ein ceylonesischer Politiker und Unabhängigkeitskämpfer sowie nach dem Erlangen der Unabhängigkeit vom Vereinigten Königreich von 1948 bis 1952 erster Premierminister Ceylons (heute Sri Lanka).

## Familie und frühe Jahre
Don Stephen Senanayake wurde am 20. Oktober 1884 in Botalé im Negombo-Distrikt in der Westprovinz geboren. Sein Vater Don Spater Senanayake stammte aus einer grundbesitzenden, singhalesischen Familie aus niederem Landadel, weshalb die Mitglieder der Familie Senanayake den aus dem Portugiesischen entlehnten Titel „Don“ bzw. „Dona“ tragen.  Unter anderem durch Plantagenwirtschaft und Minen, in denen Graphit abgebaut wurde, an welchem der Bedarf zu dieser Zeit weltweit stieg, gelangte Don Spater Senanayake zu Wohlstand. Er hatte vier Kinder: eine Tochter und drei Söhne, von welchen Don Stephen der Jüngste war. Alle drei Senanayake-Brüder gingen auf das angesehene St. Thomas’ College in Mutwal, Colombo. Dabei waren Don Stephens schulische Leistungen nicht so gut wie jene seines großen Bruders Fredrick Richard Senanayake, aber er nahm engagiert an diversen außercurricularen Aktivitäten der Schule teil und war in verschiedenen Sportarten aktiv – so spielte er beispielsweise Cricket und trieb 
Boxsport.
Don Stephen Senanayakes politische Karriere begann noch nicht in seinen jungen Jahren. Nach der Schule stieg er zunächst in das Geschäft seines Vaters ein. Er begleitete diesen zu seinen Besitztümern und übernahm
verschiedene Aufgaben im Bereich des Graphitgeschäfts und dem Anbau von Nutzpflanzen. Er ließ etwa Kokospalmen pflanzen und eignete sich Kenntnisse über den Kautschukanbau und -handel an. Kautschukanbau war zu dieser Zeit in Ceylon noch kaum verbreitet, aber Stephen Senanayake erkannte dessen Potenzial und förderte den Anbau auf den Ländereien seiner Familie. Außerdem absolvierte er eine kurze Lehre im Government Survey Department und wurde 1914 als Teil einer Drei-Mann-Kommission auf das zu jener Zeit französisch beherrschte Madagaskar geschickt, wo er Informationen über den dortigen Graphitabbau gewinnen sollte. 1910 heiratete er Mollie Dunuwille, die aus einer namhaften Familie von Politikern und Juristen stammte.

## Politischer Werdegang

### Anfänge
Sowohl Don Stephen als auch seine älteren Brüder Fredrick Richard und Don Charles Senanayake wurden in den Jahren vor dem Ersten Weltkrieg erstmals in der überwiegend buddhistischen ceylonesischen Temperenzbewegung (engl.: temperance movement) politisch aktiv. Dieses Engagement kann als Beginn der nationalpolitischen Karriere der Senanayake-Familie betrachtet werden. Im Jahr 1915 war die Temperenzbewegung an den antimuslimischen Aufständen in Ceylon beteiligt, im Rahmen derer vor allem singhalesische, buddhistische Menschen sich gegen den Islam und den Kolonialismus auflehnten, 35 Muslime töteten sowie Moscheen, aber auch christliche Kirchen zerstörten. Der Governor of Ceylon Robert Chalmers ließ daraufhin einige Aufständische ermorden oder inhaftieren, was wiederum den Antikolonialismus der buddhistischen Singhalesen bestärkte. Auch Don Stephen Senanayake und seine Brüder wurden inhaftiert.

### Die 1920er- und 1930er-Jahre
Im Alter von 40 Jahren Don Stephen Senanayake zum ersten Mal ein politisches Amt inne, als er im Jahr 1924 zum Legislative Council gewählt wurde. Als im Jahr 1931 eine neue Verfassung, die Donoughmore-Verfassung, inkrafttrat, wurde Don Stephen Senanayake für den Ceylon National Congress zum State Council gewählt und wurde außerdem Landwirtschaftsminister von Ceylon. Als Landwirtschaftsminister sorgte er für einen rapiden Anstieg der landwirtschaftlichen Produktion, vergrößerte die Nutzfläche in Ceylon beträchtlich, gründete Nationalparks und wurde 1936 wiedergewählt.

### Zweiter Weltkrieg
Nach dem Eintritt des Vereinigten Königreichs in den Zweiten Weltkrieg wurde ein Kriegskabinett (War Council) gegründet, das aus dem governor, Militäroffizieren, dem civil defense commissioner sowie den Ministern bestand. Als Agrarminister war Don Stephen Senanayake also Teil des Kriegskabinetts. Als Landwirtschaftsminister und ab 1942 auch als Leader of the State Council nahm eine bedeutsame Position im Zweiten Weltkrieg ein. Durch die japanischen Angriffe auf Ceylon im April 1942 war die Versorgungslage auf der Insel prekär und D. S. Senanayake war für Maßnahmen zur Entschärfung der Lage zuständig. Unter anderem bewirkte er die Rationierung von Nahrungsmitteln und verhandelte mit Indien erfolgreich über eine engere Zusammenarbeit in Versorgungs- und Flüchtlingsangelegenheiten. Weiterhin verhandelten D. S. Senanayake und andere ceylonesische Politiker mit den Briten über den politischen Status Ceylons nach dem Krieg. Senanayake sprach sich dafür aus, dass Ceylon zum Dominion der Vereinigten Königreichs werden soll. Während des Zweiten Weltkriegs wurden wesentliche Fortschritte zugunsten der Unabhängigkeit gemacht, 1943 sicherte das Vereinigte Königreich Ceylon den Wandel zur vollständigen Selbstregierung nach dem Ende des Krieges zu.

### Die Unabhängigkeit vom Vereinigten Königreich
Die letzte Phase der Unabhängigwerdung Ceylons wurde entscheidend durch Don Stephen Senanayake geprägt. Der Weg in die Unabhängigkeit nach dem Zweiten Weltkrieg verlief weitestgehend konfliktlos. Die durch Senanayake gegründete United National Party gewann die erste Parlamentswahl im Jahr 1947. Mit der vollständigen Unabhängigkeit Ceylons als Mitglied des Commonwealth im Jahr 1948 wurde D. S. Senanayake der erste Premierminister des Landes bis zu seinem Tod durch einen Reitunfall im Jahr 1952 und sein Sohn Dudley Shelton Senanayake übernahm das Amt des Premierministers.